# 铁西街道 (大连市)
铁西街道，是中华人民共和国辽宁省大連市普兰店区下辖的一个乡镇级行政单位。

## 行政区划
铁西街道下辖以下地区：
渤海社区、新村社区、虎山社区、农场社区、碧海社区、二道岭社区、花儿山社区、快马厂社区、玉皇庙社区、南王社区、西北山社区和圈龙山社区。